# Kaivosjärvi (Jukkasjärvi socken, Lappland, 754331-170520)
Kaivosjärvi är en sjö i Kiruna kommun i Lappland och ingår i Torneälvens huvudavrinningsområde.